# Ocean Gate
Ocean Gate est un borough du comté d'Ocean situé dans l'État du New Jersey aux États-Unis. 
Lors du recensement de 2010, sa population est de 2 011 habitants. La municipalité s'étend sur 0,45 milles carrés (1,17 km2).
Ocean Gate devient une municipalité indépendante de Berkeley Township en 1918. Elle doit son nom à sa localisation sur l'Océan Atlantique, « ocean gate » signifiant « la porte de l'océan ».